# Paul Elvinger
Pour les articles homonymes, voir Elvinger.
Paul Elvinger, né le 14 octobre 1907 à Walferdange (Luxembourg) et mort le 1er décembre 1982 à Luxembourg (Luxembourg), est un avocat, économiste et homme politique luxembourgeois, membre du Parti démocratique (DP)

## Biographie
Fils du commerçant André Elvinger et de son épouse Catherine May, il commence ses études à l'Athénée de Luxembourg puis il poursuit sa formation en étudiant le droit aux universités de Strasbourg, Bruxelles et Paris. Il obtient un doctorat en droit en 1932. En 1935, il épouse Jeanne Elisabeth Trierweiler. 
Il s'inscrit au barreau de Luxembourg puis exerce la profession d'avocat-avoué de janvier 1932 à juillet 1941. De 1936 à 1937, il est président de la Conférence du jeune barreau de Luxembourg. Pendant la Seconde Guerre mondiale, il est destitué par l'occupant et déporté le 16 mars 1943 au camp de Schrecksnstein-sur-Elbe.
Lors de la Libération, il travaille dans le cabinet du ministre de l'Intérieur Robert Als d'avril 1945 à mars 1946. Il fait son entrée au sein du conseil communal de la ville de Luxembourg pour la première fois en 1952 et est réélu le 11 octobre 1957. Il devient échevin de la capitale le 29 décembre 1958. Lors des élections législatives du 1er février 1959, il est élu à la Chambre des députés. Cependant, il est contraint de démissionner à la suite de sa nomination dans le gouvernement dirigé par Pierre Werner en tant que ministre de la Justice, ministre des Affaires économiques et des Classes moyennes,. Paul Elvinger est à l'origine de l'implantation au Luxembourg de Good Year, Monsanto, DuPont de Nemours, Commercial Hydraulics, etc. 
Paul Elvinger est Consul honoraire de Yougoslavie à partir de 1955, bâtonnier de l'Ordre des avocats (1956-1958) et président de la Fédération des pêcheurs sportifs luxembourgeois.

## Décoration
- Officier de l'ordre de la Couronne de chêne (Luxembourg, 1958)
- Commandeur de l'ordre du Mérite autrichien (Autriche, 1974) [3]
- Commandeur de la Légion d'honneur (France, 1976)[4]

### Sources
- Ministère d'État, Grand-Duché de Luxembourg, Bulletin de documentation n° 2-3/1959 (Brochure / Livre), Service Information et Presse, 1959, 35 p., A4 (lire en ligne) .
- Ministère d'État, Grand-Duché de Luxembourg, Bulletin de documentation 10/1982 (Brochure / Livre), Service Information et Presse, 1982, 49 p., A4 (lire en ligne).